# Maxim w Gdyni
Maxim – jeden z najbardziej ekskluzywnych lokali (night club) w czasach PRL znajdujący się przy ul. Orłowskiej 13 w reprezentacyjnej dzielnicy Gdyni Orłowie.

## Historia
„Maxim” powstał na przełomie lat 60. i 70. Był to ekskluzywny lokal o powierzchni 740 m², położony nad morzem, wewnątrz znajdowały się dzieła sztuki, stylowe meble, scena, kilka barów, przez przeszkloną ścianę widać było morze i orłowskie molo, w jednej z sal rosło drzewo, którego korona wystawała ponad dach. W latach 80. odwiedzany licznie przez obcokrajowców, marynarzy i trójmiejskich cinkciarzy płacących dolarami (drink kosztował tyle, co przeciętna miesięczna pensja). Pierwszym właścicielem lokalu był doktor nauk humanistycznych – Michał Antoniszyn – zwany w Trójmieście „Mecenasem” (pierwszy do Polski sprowadził szafy grające). W 1990 roku właściciel „Maxima” notowany był na 35. miejscu w rankingu najbogatszych Polaków tygodnika Wprost.
Na spędzanie czasu i zabawę w „Maximie” stać było tylko elitę – biznesmenów, najlepszych aktorów, reżyserów, piosenkarzy, ludzi z pierwszych stron gazet. Gośćmi lokalu byli między innymi: Boney M., Cezary Pazura, Bogusław Linda, Roman Polański, Günter Grass, Violetta Villas, Bohdan Łazuka.
W 1974 roku jako ochroniarz, pracę rozpoczął tam ówcześnie 19-letni Nikoś, który w latach 90. był gangsterem w Trójmieście. Pod koniec lat 90. lokal upodobali sobie trójmiejscy gangsterzy, między innymi: Sławomir M. ps. „Turysta” (porwany w czerwcu 2000 roku we Władysławowie, a następnie zamordowany) oraz ludzie z „półświatka”. Lokal szybko stracił na renomie i splendorze, zmieniali się jego kolejni właściciele.
W 2004 roku „Maxim” zakończył działalność. 23 grudnia 2008 roku budynek (na którym ciąży obowiązek rozbiórki) oraz posesję o powierzchni ponad 8 tys. m² wystawiono na licytację. Do 2019 obiekt nie znalazł nabywcy, ulegając coraz większemu zniszczeniu.

## W kulturze
- W lokalu zrealizowano sceny do filmów: 07 zgłoś się (odcinki: Dlaczego pan zabił moją mamę? z 1978 r. i Strzał na dancingu z 1981 r.), Smażalnia story z 1984 r. oraz do serialu Czterdziestolatek.
- Nazwa „Maxim” pojawia się w piosence „Tańcz głupia tańcz” (1983) grupy Lady Pank[7][8].